# Personenschiffahrt Kropf
Die Personenschiffahrt Kropf ist eine Binnenreederei im oberfränkischen Bamberg, die mit Fahrgastschiffen Linienfahrten und Sonderfahrten sowie als Charter auf Regnitz, Rhein-Main-Donau-Kanal und dem Main verkehrt.

## Geschichte

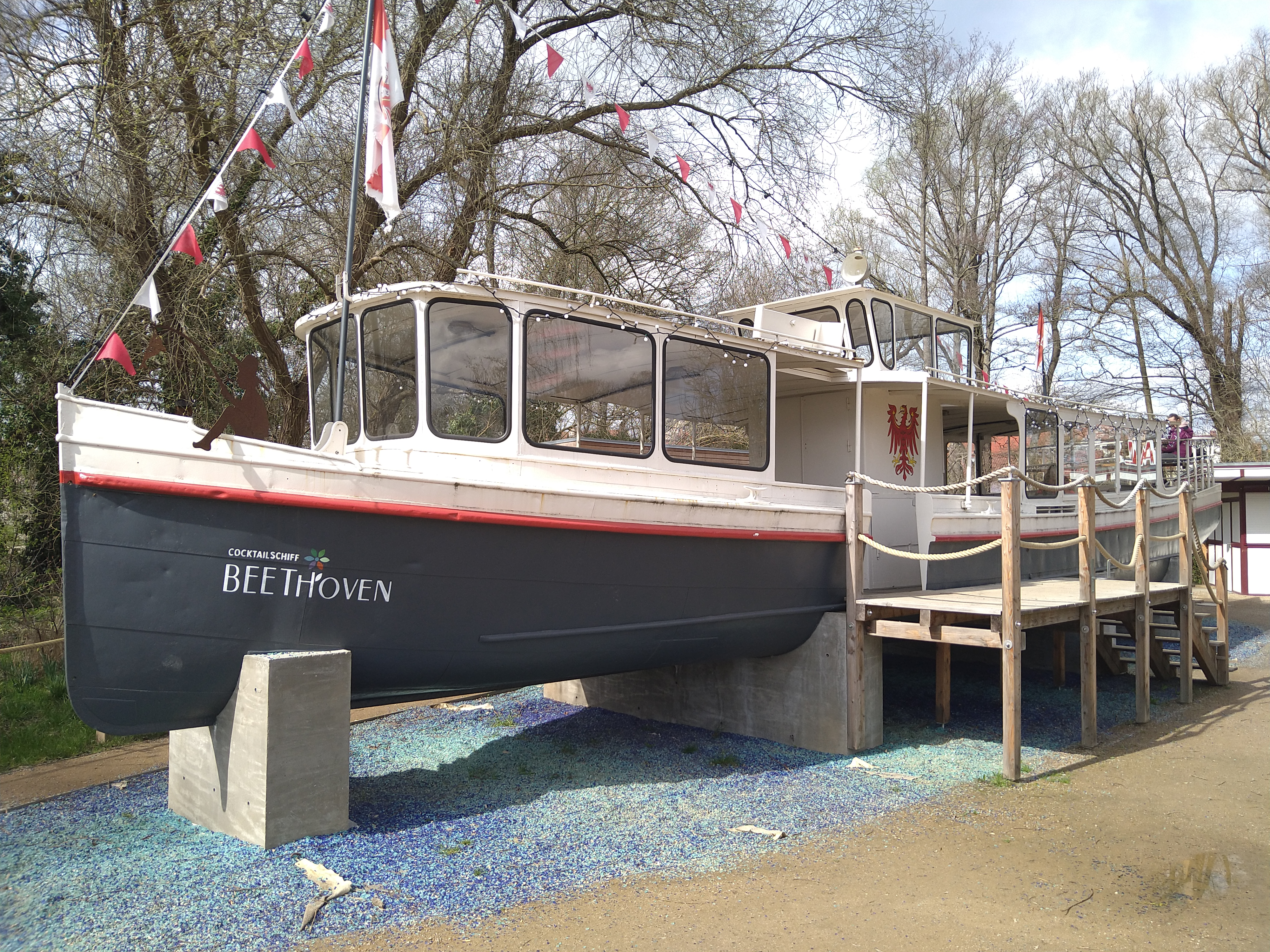
Die ehemalige Stadt Bamberg auf der Landesgartenschau in Beelitz 2022

Die Anfänge der Reederei lassen sich aus der Literatur nicht erschließen, Indizien gibt es im Wesentlichen aus Forumsbeiträgen: Demnach war der Gründer des Unternehmens, Fritz Kropf, Mitglied einer der Schiffergemeinschaften in oder um Bamberg und machte sich Anfang der 1970er Jahre selbständig. Aus dem Jahr 1974 liegt die erste Zuordnung des Fahrgastschiffes Stadt Bamberg zur Personenschiffahrt Kropf vor. Für das Jahr 1974 spricht auch, dass das Unternehmen in der weiteren Literatur zu dieser Zeit noch nicht berücksichtigt wurde.

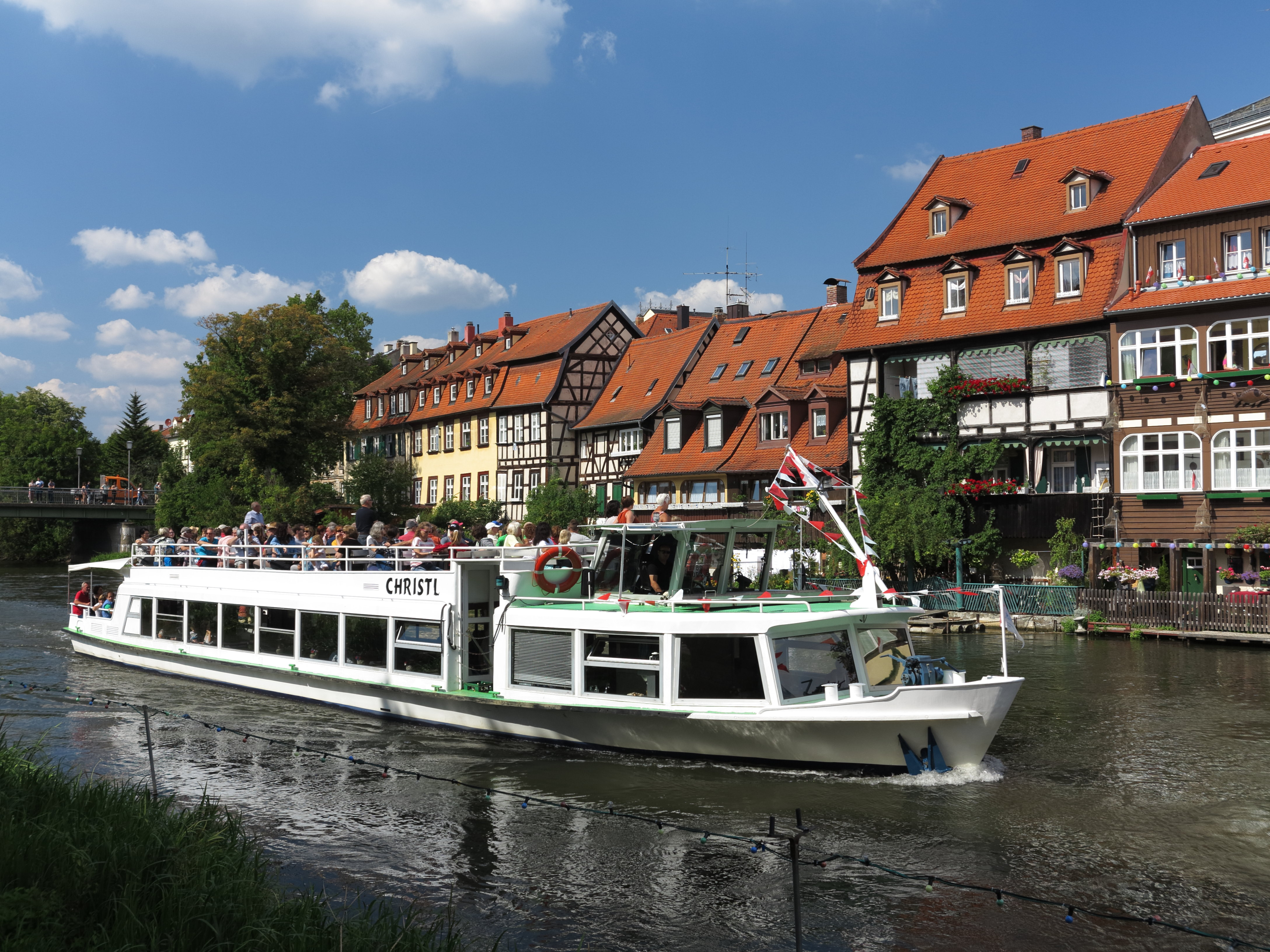
Die Christl im Jahr 2019

Die Nachfrage zum Fahrtenangebot der Gründerjahre hat den Bedarf für ein weiteres Schiff aufgezeigt. 1983 baute die Reederei in Eigenregie auf der bereits 1968 stillgelegten Schiffswerft Johann Hupp ihr erstes neues Schiff. Wahrscheinlich plante und beaufsichtigte der frühere Werftbesitzer Johann Hupp die Arbeiten. Das Schiff erhielt den Namen Christl, das seitdem bei der Reederei in Fahrt ist. Vier Jahre später lieferte die Schiffswerft Schmidt aus Oberwinter einen Nachfolger für die alte Stadt Bamberg von 1927 ab, der den Namen übernahm und ebenfalls als Stadt Bamberg seitdem auf der Regnitz im Einsatz ist.

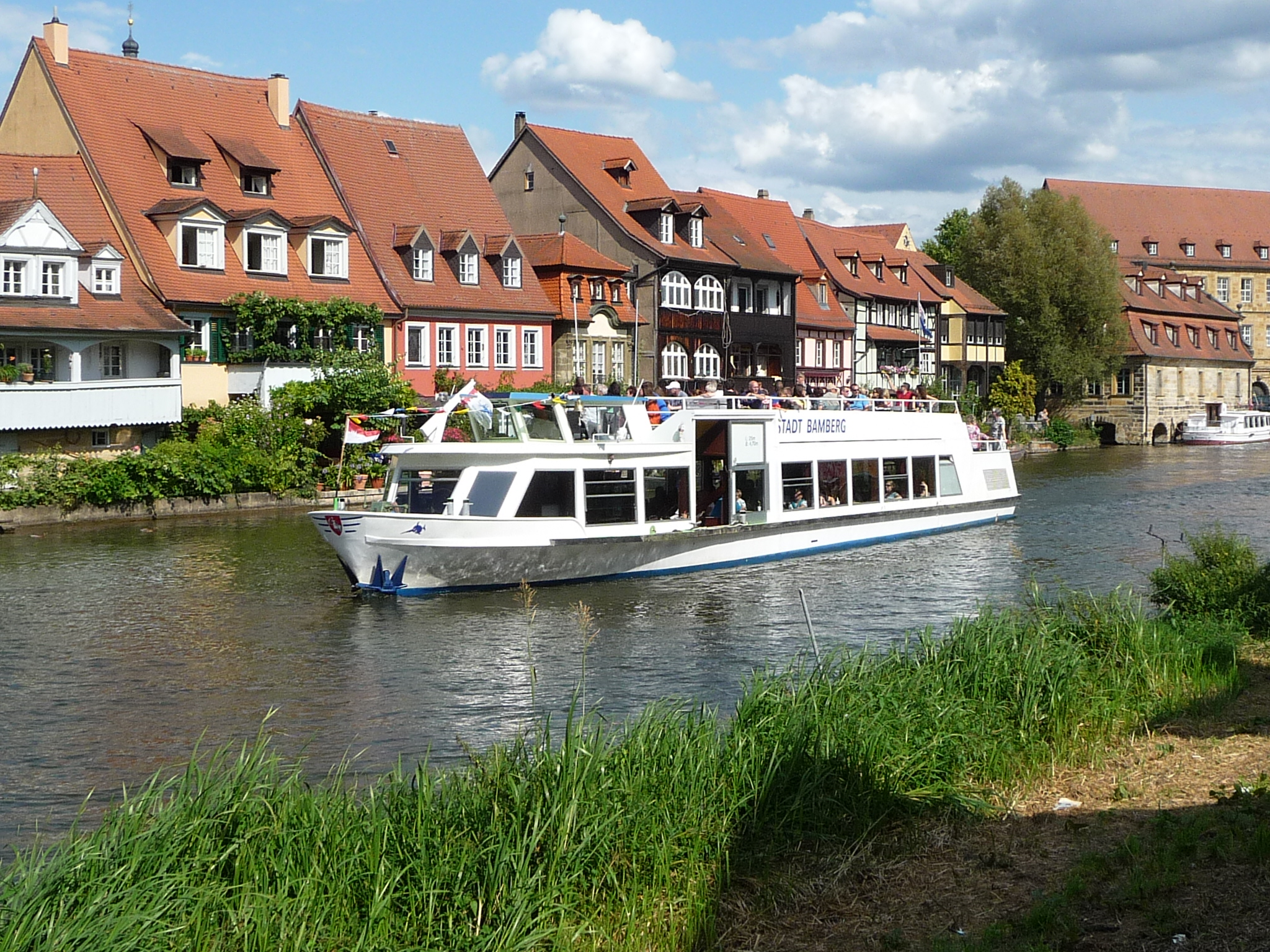
Die Stadt Bamberg im Jahr 2014

Letztmalig ergänzt wurde die kleine Flotte 2012 zur Landesgartenschau in Bamberg durch den Ankauf der früheren niederländischen Corporaal, die den Namen Franken erhielt. Das kleine Schiff für 60 Fahrgäste diente als Personenfähre von der Altstadt zur Landesgartenschau. Diese fand auf dem Gelände der seit 1992 brach liegenden Textilfabrik ERBA (ERBA = Erlangen-Bamberg) auf einer Insel im nordwestlichen Stadtteil Gaustadt statt. Seitdem ergänzt die Franken die Weiße Flotte Bambergs.

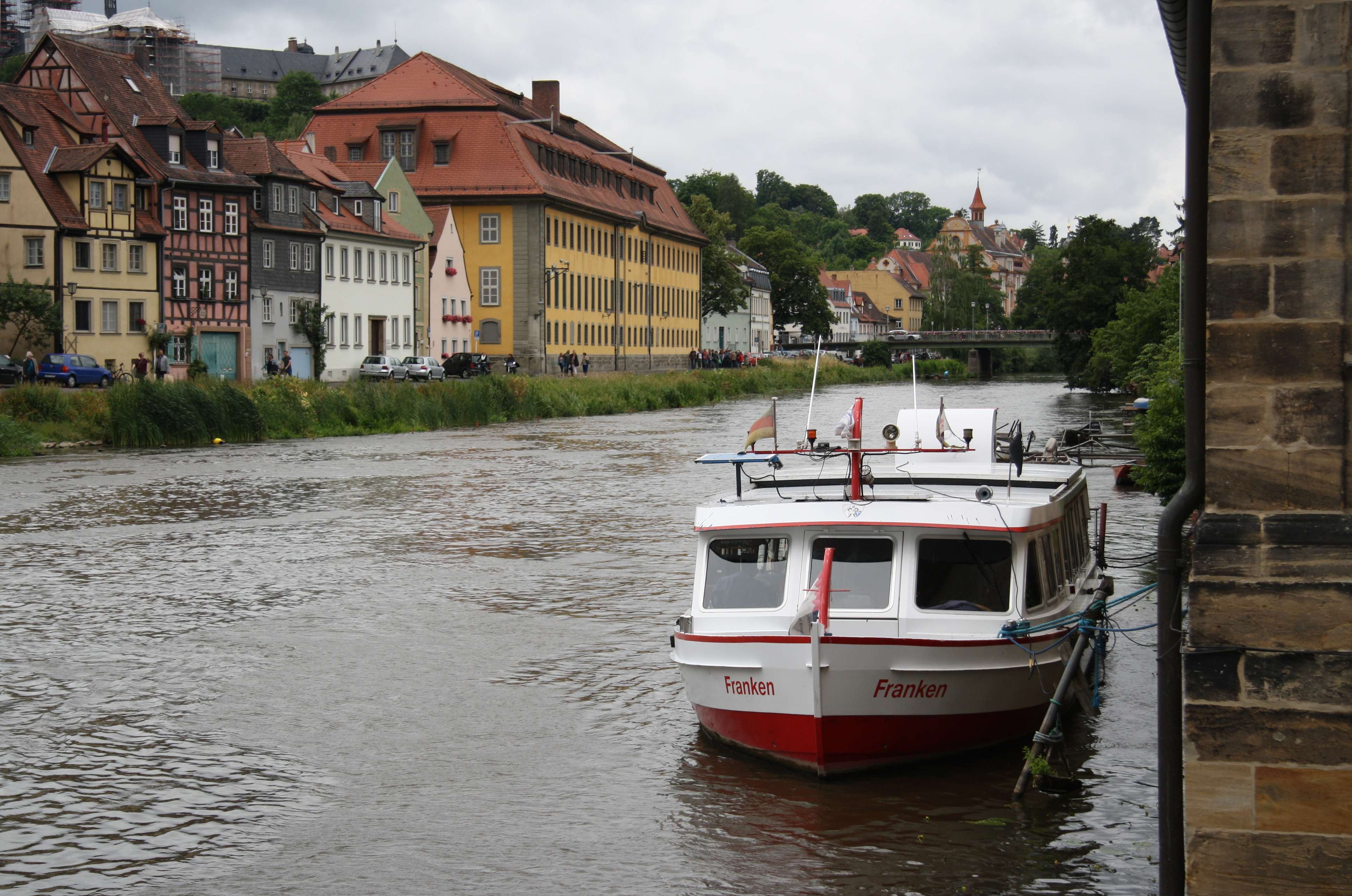
Die Franken im Jahr 2017

Das Fahrtenangebot der Personenschiffahrt Kropf beschränkt sich auf die Sommersaison, die bei ihr wetterabhängig im März beginnt und Ende Oktober/Mitte November endet. Von Dezember bis Februar findet kein Betrieb statt. Im Linienverkehr bedienen die Schiffe alle 80 Minuten die Verbindung zwischen der Anlegestelle am Alten Kranen, Klein-Venedig, der Kleinschleuse Gaustadt, dem Hafen Bamberg und dem Erba-Park. Darüber hinaus werden Sonderfahrten angeboten: Früher die Staustufenfahrt von Bamberg nach Viereth, heute abgeändert als „Drei-Flüsse-Fahrt“ bis Viereth sowie die „Maintalrundfahrt nach Eltmann“. Die Schiffe können auch gechartert werden.

## Schiffe der Personenschiffahrt Kropf
| Name          | Baujahr, Werft                                                | Abmessungen Länge × Breite × Tiefe | Passagiere | im Dienst der Reederei | Anmerkungen, Verbleib |
| ------------- | ------------------------------------------------------------- | ---------------------------------- | ---------- | ---------------------- | --- |
| Stadt Bamberg | 1927, Bröhl, Brohl                                            | 18,35 × 470 × 1,00                 | 115        | 1974–1987              | ex Beethoven der Reederei Josef Weinand in Kamp-Bornhofen, 1987 nach Wasserburg am Inn, 2008 nach Amsterdam verkauft, 2015 in Dresden auf Schiffswerft Laubegast, anschl. in Marwitz abgestellt; |
| Christl       | 1983, Schiffswerft Johann Hupp, Eibelstadt                    | 26,40 × 4,70 × 0,80                | 200        | seit 1983              | in Eigenregie auf der stillgelegten Schiffswerft Johannes Hupp gebautes Fahrgastschiff; 1992 verlängert;                                                                                         |
| Stadt Bamberg | 1987, Schiffswerft Schmidt, Oberwinter                        | 29,95 × 4,70 × 0,90                | 238        | seit 1987              | Ersatz für die frühere Stadt Bamberg; |
| Franken       | 2002, Tinnemans Scheepswerf (P.H. Tinnemans & Zn), Maasbracht | 14,99 × 3,95 × 1,10                | 60         | seit 2012              | ex ndl. Corporaal, zur Landesgartenschau 2012 angekauft, 2015 für ca. zwei Jahre aufgelegt; |